# Rogério Motta
Rogério Motta (nascido em 30 de maio de 1968) é um ex-jogador brasileiro de futsal, que atuava na posição de ala. Ele fez parte da Seleção Brasileira de Futsal que conquistou o segundo título mundial em 1992.